# Atletica leggera alla XIV Universiade
Le gare di atletica leggera alla XIV Universiade si sono svolte allo Stadio Maksimir di Zagabria dal 13 al 19 luglio 1987.

## Risultati

### Uomini
| Specialità | Oro                                                                                          | Prestazione | Argento                                                                        | Prestazione | Bronzo                                                                        | Prestazione |
| 100 metri | Lee McRae                                                                                    | 10"07       | Brian Cooper                                                                   | 10"21       | Bruno Marie-Rose                                                              | 10"25       |
| 200 metri | Wallace Spearmon                                                                             | 20"42       | Floyd Heard                                                                    | 20"44       | Edgardo Guilbe                                                                | 20"92       |
| 400 metri | Mike Franks                                                                                  | 45"33       | Moses Ugbisie                                                                  | 45"37       | Raymond Pierre                                                                | 45"67       |
| 800 metri | Slobodan Popovic                                                                             | 1'46"13     | Moussa Fall                                                                    | 1'46"71     | Luis Toledo                                                                   | 1'47"07     |
| 1 500 metri | Hauke Fuhlbrügge                                                                             | 3'44"87     | Rob Harrison                                                                   | 3'45"13     | Andrey Ponomaryov                                                             | 3'45"52     |
| 5 000 metri | Anacleto Jiménez                                                                             | 14'08"15    | Michael Blackmore                                                              | 14'08"30    | David Swain                                                                   | 14'09"21    |
| 10 000 metri | Axel Krippschock                                                                             | 29'07"02    | Spyros Andriopoulos                                                            | 29'08"65    | Pat Porter                                                                    | 29'20"95    |
| Maratona | Takahiro Izumi                                                                               | 2'24'23     | Takahashi Murakami                                                             | 2'24'55     | Viktor Gural                                                                  | 2'27'01     |
| 110 metri ostacoli | Jon Ridgeon                                                                                  | 13"29       | Arthur Blake                                                                   | 13"38       | Keith Talley                                                                  | 13"40       |
| 400 metri ostacoli | Dave Patrick                                                                                 | 48"75       | Athanasios Kalogiannis                                                         | 48"80       | Ryoichi Yoshida                                                               | 49"20       |
| 3 000 metri siepi | Valeriy Vandyak                                                                              | 8'33"23     | Juan Ramón Conde                                                               | 8'33"86     | Shigeyuki Aikyo                                                               | 8'34"23     |
| 4×100 metri | Stati Uniti Lee McRae Floyd Heard Lorenzo Daniel Wallace Spearmon Michael Marsh Brian Cooper | 38"66       | Francia Pierre Boutry Christophe Boyer Jean-Charles Trouabal Bruno Dufernez    | 39"42       | Giappone Shinji Aoto Takashi Ichikawa Hirohisa Ota Hiroki Fuwa                | 39"57       |
| 4×400 metri | Stati Uniti Raymond Pierre Lorenzo Daniel David Patrick Kevin Robinzine                      | 3'01"78     | Jugoslavia Branislav Karaulic Slobodan Popovic Slobodan Brankovic Ismail Macev | 3'03"95     | Unione Sovietica Oleg Fatun Valery Starodubtsev Tagir Zemskov Vladimir Prosin | 3'05"85     |
| Marcia 20 km | Raffaello Ducceschi                                                                          | 1'25'02     | Giacomo Poggi                                                                  | 1'25'17     | Pierluigi Fiorella                                                            | 1'26'58     |
| Salto in alto | James Lott                                                                                   | 2,30        | Sašo Apostolovski                                                              | 2,30        | Sorin Matei                                                                   | 2,30        |
| Salto con l'asta | Viktor Spasov                                                                                | 5,65        | Radion Gataullin                                                               | 5,60        | Scott Davis                                                                   | 5,60        |
| Salto in lungo | Mike Powell                                                                                  | 8,19        | Paul Emordi                                                                    | 8,11        | Sergey Zaozerskiy                                                             | 8,06        |
| Salto triplo | Charles Simpkins                                                                             | 17,16       | Kenny Harrison                                                                 | 17,07       | Maris Bružiks                                                                 | 16,90       |
| Getto del peso | Klaus Görmer                                                                                 | 20,38       | Vladimir Yaryshkin                                                             | 20,12       | Ron Backes                                                                    | 20,09       |
| Lancio del disco | Randy Heisler                                                                                | 62,38       | Vaclavas Kidykas                                                               | 61,72       | Kostas Georgakopoulos                                                         | 60,54       |
| Lancio del martello | Igor Astapkovich                                                                             | 78,46       | Heinz Weis                                                                     | 76,98       | Lucio Serrani                                                                 | 75,70       |
| Lancio del giavellotto | Marek Kaleta                                                                                 | 81,42       | Sejad Krdžalic                                                                 | 80,26       | Volker Hadwich                                                                | 78,82       |
| Decathlon | Siegfried Wentz                                                                              | 8348        | Jim Connolly                                                                   | 8026        | Patrick Gellens                                                               | 7786        |
| record mondiale; record mondiale stagionale; record africano; record asiatico; record europeo; record nord-centroamericano e caraibico; record sudamericano; record oceaniano; record delle Universiadi; record nazionale; record personale; record personale stagionale. |                                                                                              |             |                                                                                |             |                                                                               |             |

### Donne
| Specialità | Oro                                                                     | Prestazione | Argento                                                                                                 | Prestazione | Bronzo                                                               | Prestazione |
| 100 metri | Gwen Torrence                                                           | 11"09       | Irina Slyusar                                                                                           | 11"34       | Tina Iheagwam                                                        | 11"40       |
| 200 metri | Gwen Torrence                                                           | 22"44       | Mary Onyali                                                                                             | 22"64       | Dannette Young                                                       | 22"72       |
| 400 metri | Denean Howard                                                           | 51"07       | Lyudmila Dzhigalova                                                                                     | 51"32       | Sandie Richards                                                      | 51"42       |
| 800 metri | Slobodanka Colovic                                                      | 1'56"88     | Mitica Junghiatu                                                                                        | 1'59"28     | Joetta Clark                                                         | 1'59"92     |
| 1 500 metri | Paula Ivan                                                              | 4'01"32     | Svetlana Kitova                                                                                         | 4"03"03     | Mitica Junghiatu                                                     | 4'03"04     |
| 3 000 metri | Paula Ivan                                                              | 8'53"61     | Anne Schweitzer                                                                                         | 8'59"56     | Natalya Artyomova                                                    | 9'02"98     |
| 10 000 metri | Patty Murray                                                            | 33'11"26    | Zhong Huandi                                                                                            | 33'11"59    | Yelena Uskova                                                        | 33'14"71    |
| Maratona | Natalya Bardina                                                         | 2'46'30     | Takako Kanesashi                                                                                        | 2'46'33     | Karlene Erickson                                                     | 3'03'00     |
| 100 metri ostacoli | Heike Theele                                                            | 12"84       | Aliuska López                                                                                           | 12"84       | Florence Colle                                                       | 12"84       |
| 400 metri ostacoli | Nawal El Moutawakel                                                     | 55"21       | Nicoleta Carutasu                                                                                       | 55"35       | Sophia Hunter                                                        | 55"45       |
| 4×100 metri | Stati Uniti Wendy Vereen Jackie Washington Dannette Young Gwen Torrence | 42"90       | Unione Sovietica Nadezhda Roshchupkina Natalya Pomoshchnikova-Voronova Yelena Vinogradova Irina Slyusar | 43"17       | Nigeria Tina Iheagwam Lynda Eseimokumoh Mary Onyali Falilat Ogunkoya | 43"71       |
| 4×400 metri | Stati Uniti Sonia Fridy Denise Mitchell Rochelle Stevens Denean Howard  | 3'27"16     | Unione Sovietica Yelena Vinogradova Tatyana Ledovskaya Larisa Lesnykh Lyudmila Dzhigalova               | 3'27"65     | Nigeria Sadia Sowunmi Kehinde Vaughan Airat Bakare Maria Usifo       | 3'33"37     |
| Marcia 5 km | Li Sujie                                                                | 21'51"50    | Yelena Rodionova                                                                                        | 22'00"01    | Ann Peel                                                             | 22'01"09    |
| Salto in alto | Svetlana Isaeva                                                         | 1,95        | Natalya Golodnova                                                                                       | 1,91        | Megumi Sato                                                          | 1,88        |
| Salto in lungo | Marieta Ilcu                                                            | 6,81        | Ljudmila Ninova                                                                                         | 6,78        | Heike Grabe                                                          | 6,74        |
| Getto del peso | Natalya Lisovskaya                                                      | 20,48       | Kathrin Neimke                                                                                          | 20,07       | Larisa Peleshenko                                                    | 19,49       |
| Lancio del disco | Tsvetanka Khristova                                                     | 67,96       | Gabriele Reinsch                                                                                        | 64,12       | Hou Xuemei                                                           | 64,04       |
| Lancio del giavellotto | Irina Kostyuchenkova                                                    | 66,72       | Susanne Jung                                                                                            | 65,36       | Brigitte Graune                                                      | 61,24       |
| Eptathlon | Liliana Nastase                                                         | 6364        | Elena Davydova                                                                                          | 6272        | Zuzana Lajbnerová                                                    | 6224        |
| record mondiale; record mondiale stagionale; record africano; record asiatico; record europeo; record nord-centroamericano e caraibico; record sudamericano; record oceaniano; record delle Universiadi; record nazionale; record personale; record personale stagionale. |                                                                         |             | |             |                                                                      |             |

## Medagliere
| #      | Nazione          | Oro | Argento | Bronzo | Totale |
| ------ | ---------------- | --- | ------- | ------ | ------ |
| 1      | Stati Uniti      | 15  | 6       | 9      | 30     |
| 2      | Unione Sovietica | 7   | 12      | 8      | 27     |
| 3      | Germania Est     | 4   | 3       | 2      | 9      |
| 4      | Romania          | 4   | 2       | 2      | 8      |
| 5      | Jugoslavia       | 2   | 3       | 0      | 5      |
| 6      | Bulgaria         | 2   | 1       | 0      | 3      |
| 7      | Giappone         | 1   | 2       | 4      | 7      |
| 8      | Cuba             | 1   | 2       | 0      | 3      |
| 9      | Italia           | 1   | 1       | 2      | 4      |
| 10     | Cina             | 1   | 1       | 1      | 3      |
| 10     | Regno Unito      | 1   | 1       | 1      | 3      |
| 10     | Germania Ovest   | 1   | 1       | 1      | 3      |
| 13     | Marocco          | 1   | 0       | 0      | 1      |
| 13     | Spagna           | 1   | 0       | 0      | 1      |
| 15     | Nigeria          | 0   | 3       | 3      | 6      |
| 16     | Grecia           | 0   | 2       | 1      | 3      |
| 17     | Francia          | 0   | 1       | 3      | 4      |
| 18     | Senegal          | 0   | 1       | 0      | 1      |
| 19     | Canada           | 0   | 0       | 1      | 1      |
| 19     | Cecoslovacchia   | 0   | 0       | 1      | 1      |
| 19     | Giamaica         | 0   | 0       | 1      | 1      |
| 19     | Messico          | 0   | 0       | 1      | 1      |
| 19     | Porto Rico       | 0   | 0       | 1      | 1      |
| Totale | Totale           | 42  | 42      | 42     | 126    |